# 克里斯塔·施罗德
克里斯塔·施罗德（Christa Schroeder，1908年3月19日—1984年6月28日），原名埃米莉·克里斯汀·施罗德（Emilie Christine Schroeder），曾是阿道夫·希特勒在第二次世界大战前以及第二次世界大战期间的私人秘书之一。
1945年5月28日，施罗德在贝希特斯加登附近被俘。阿尔贝·祖勒曾审问过施罗德。施罗德于1948年5月12日获释。施罗德的回忆录的英文译本于2009年出版，名为“我曾为他工作：阿道夫·希特勒秘书回忆录”（He Was My Chief: The Memoirs of Adolf Hitler's Secretary）。